# Isuzu Gemini
O  Gemini  é um automóvel produzido pela Isuzu entre 1974 e 2000. O mesmo produto básico foi construído e/ou vendido sob vários outros nomes, às vezes por outras marcas da General Motors, em vários mercados ao redor do mundo. Enquanto a primeira geração era de tração traseira, as versões posteriores eram todas com tração dianteira. As duas últimas gerações não passavam de um Honda Domani com badge engineering até que o nome foi aposentado em 2000.
Teve 5 gerações

## Primeira geração
O primeiro Gemini foi o Bellett Gemini de 1974. Foi baseado na terceira geração do Opel Kadett na plataforma T-car da General Motors e veio em estilos de carroceria sedan de quatro portas e cupê de duas portas. O carro foi renomeado para Isuzu Gemini em novembro de 1976.. Em 1975 foi montado na Austrália como Holden Gemini. Na Malásia era conhecido como Opel Gemini. Em 1976 foi vendido nos EUA como Opel Isuzu, também conhecido como Buick Opel. A partir de 1981 foi vendido lá como Isuzu I-Mark. Com uma distância entre eixos de 244 cm com carroceria própria veio em junho de 1981 o Isuzu Piazza (Coupé), de maio de 1983 vendido nos EUA como Isuzu Impulse, e na Austrália (a partir de 1986) como Holden Piazza.

## Segunda geração
Em maio de 1985 veio a segunda geração Gemini com tração dianteira com versões sedan de 4 portas e hatch de 3 portas. Nos EUA, foi vendido como Isuzu I-Mark e Chevrolet Spectrum, renomeado Geo Spectrum no ano modelo de 1989. No Canadá era conhecido como Pontiac Sunburst. Na Austrália o sedan de 4 portas foi vendido como Holden Gemini, no Chile como Chevrolet Gemini.

## Terceira geração
A terceira geração do Gemini foi introduzida em março de 1990 como um sedan de 4 portas. Foi vendido como Isuzu Stylus nos EUA. Em maio de 1990, um cupê de 3 portas com carroceria diferente foi apresentado como Isuzu PA Nero, seguido em setembro de 1990 pelo Gemini Coupé, acompanhado em 1991 por um hatch, chamado Gemini Hatchback.

## Quarta geração
A partir de agosto de 1993, a quarta geração do Gemini era um clone do Honda Domani.

## Quinta geração
A quinta geração do Gemini veio em fevereiro de 1997 e é semelhante ao Civic sedan de 4 portas da época.
A chegada da sétima geração do Honda Civic em novembro de 2000 marcou o fim do Gemini.

## Galeria
- Primeira geração (1974-1987)
- Segunda geração (1985-1990)
- Terceira geração (1990-1993)
- Quarta geração (1993-1996)
- Quinta geração (1997-2000)